# Capellen - Air de service et Schultzbech
Das Fauna-Flora-Habitat-Gebiet Capellen - Air de service et Schultzbech (luxemburgisch:  Capellen Pompelstatioun a Schultzbech, deutsch: Capellen-Autobahnraststätte und Schultzbech) liegt zwischen den Ortschaften Capellen, Windhof und Garnich im Südwesten des Großherzogtums Luxemburg. Das nur etwa 3,25 Hektar große Schutzgebiet besteht aus zwei getrennten Teilgebieten. Das eine Teilgebiet liegt unmittelbar an der Autobahnraststätte bei Capellen, das andere etwa 700 m südwestlich am  Meneschbaach. Es handelt sich dabei um zwei Pfeifengras-Streuwiesen, die zum Teil von mageren Flachlandmähwiesen umgeben sind.
Capellen - Air de service et Schultzbech ist das kleinste der luxemburgischen FFH-Gebiete. Das südwestliche Teilgebiet grenzt unmittelbar an das Vogelschutzgebiet Région du Lias moyen.

## Schutzzweck
Folgende Lebensraumtypen nach Anhang I der FFH-Richtlinie sind für das Gebiet gemeldet:
| EU Code | * | Lebensraumtyp (offizielle Bezeichnung)                                                             | Fläche [ha] |
| ------- | - | -------------------------------------------------------------------------------------------------- | ----------- |
| 6410    |   | Pfeifengraswiesen auf kalkreichem Boden, torfigen und tonig-schluffigen Böden (Molinion caeruleae) | 0,04        |
| 6510    |   | Magere Flachland-Mähwiesen (Alopecurus pratensis, Sanguisorba officinalis)                         | 1,06        |